# BESHI
「BESHI」（べし）は、日本のヒップホップMC、KREVAのメジャー20枚目のシングルである。発売元はポニーキャニオン。

## 概要
ソロデビュー10年目に突入するKREVAの「王者の休日」(13年1月発売)に続くシングルで、ディップ「バイトルドットコム」CMソング。

## 収録曲
1. BESHI
2. 世界の中心
3. BESHI-Band Recording Ver.-
4. BESHI（Inst.）
5. BESHI(Acappella)
6. 世界の中心（Inst.）
7. 世界の中心(Acappella)